# Especialista de carga (NASA)

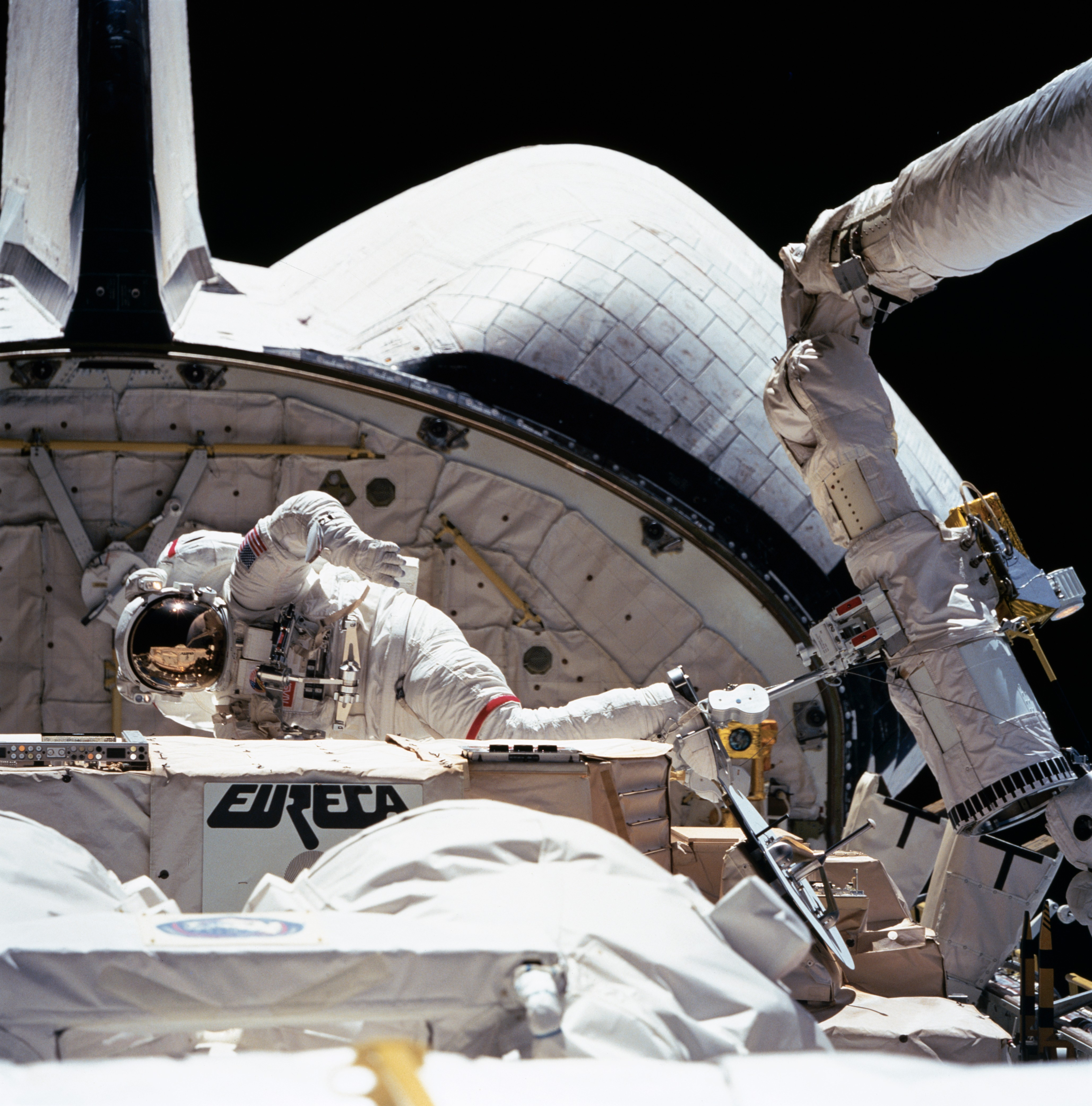
1993: O astronauta especialista de carga David Low trabalha no compartimento de carga da Endeavour durante a missão STS-57 da NASA.

Especialista de carga é uma denominação da NASA para astronautas selecionados para missões técnicas específicas em órbita. Estes especialistas são selecionados fora do corpo oficial de astronautas da Agência e lhes é dispensada a necessidade de serem cidadãos norte-americanos, mas precisam ser aprovados e passar por treinos rigorosos para ir ao espaço.
Em contraste, o especialista de missão primeiramente precisa ser aprovado no curso de astronautas da NASA para depois ser designado para essa função.
Nas primeiras missões de que participaram, os especialistas de carga eram técnicos designados para acompanhar cargas específicas transportadas ao espaço, com satélites comerciais ou científicos. No programa Spacelab e outras missões com componentes científicos, estes astronautas eram cientistas especializados em determinados experimentos.
O termo também é aplicado para representantes de nações parceiras a quem é dada a oportunidade de um primeiro voo orbital nos ônibus espaciais, como no caso dos astronautas da Arábia Saudita e México, por exemplo. Outras funções a bordo do ônibus espacial são a de comandante da missão, piloto, especialista de missão e engenheiro de voo.
Em 26 de março de 1992 o especialista de carga Byron Lichtenberg ficou mundialmente conhecido por registrar o momento da passagem de um furacão, tendo a foto ficado conhecida como "Buraco da Terra".
Os especialistas de carga participaram das missões do ônibus espacial entre 1983 e 2003. A partir deste ano a NASA não viu a mais a necessidade de tê-los a bordo, pois os especialistas de missão já eram altamente treinados para realizar as funções anteriormente exercidas por eles. Até o encerramento do atual programa do ônibus espacial em 2010, este tipo de astronauta-técnico não deverá mais participar das missões à ISS.
O último especialista de carga no espaço foi o israelense Ilan Ramon, que voou na missão STS-107 da nave Columbia, em fevereiro de 2003, morrendo com o resto da tripulação no desastre acontecido na reentrada da atmosfera terrestre.

## Lista de todos os especialistas em carga útil

### Até oChallenger
| Especialista em carga útil | Missão   | Notas |
| -------------------------- | -------- | --- |
| Ulf Merbold                | STS-9    | primeiros especialistas em carga útil, Ulf Merbold foi o primeiro especialista internacional (alemão) em carga útil                |
| Byron K. Lichtenberg       | STS-9    | primeiros especialistas em carga útil, Ulf Merbold foi o primeiro especialista internacional (alemão) em carga útil                |
| Charles D. Walker          | STS-41-D | primeiro especialista em carga útil não afiliado ao governo                                                                        |
| Marc Garneau               | STS-41-G | Garneau foi o primeiro canadense no espaço, Scully-Power o primeiro australiano                                                    |
| Paul Scully Power          | STS-41-G | Garneau foi o primeiro canadense no espaço, Scully-Power o primeiro australiano                                                    |
| Gary Payton                | STS-51-C | primeiro especialista em carga útil militar                                                                                        |
| Charles D. Walker          | STS-51-D | |
| Jake Garn                  | STS-51-D | então senador dos EUA, primeiro especialista em carga útil do Poder Legislativo dos EUA                                            |
| Lodewijk van den Berg      | STS-51-B | |
| Taylor Wang                | STS-51-B | |
| Patrick Baudry             | STS-51-G | dois especialistas internacionais em carga útil                                                                                    |
| Sultan bin Salman Al Saud  | STS-51-G | dois especialistas internacionais em carga útil                                                                                    |
| Loren Acton                | STS-51-F | |
| John-David F. Bartoe       | STS-51-F | |
| William A. Pailes          | STS-51-J | |
| Reinhard Furrer            | STS-61-A | três especialistas internacionais em carga útil, a maioria dos especialistas em carga útil em um único voo                         |
| Ernst Messerschmid         | STS-61-A | três especialistas internacionais em carga útil, a maioria dos especialistas em carga útil em um único voo                         |
| Wubbo Ockels               | STS-61-A | três especialistas internacionais em carga útil, a maioria dos especialistas em carga útil em um único voo                         |
| Rodolfo Neri Vela          | STS-61-B | primeiro mexicano no espaço |
| Charles D. Walker          | STS-61-B | terceiro e último voo espacial de Walker                                                                                           |
| Robert J. Cenker           | STS-61-C | |
| Bill Nelson                | STS-61-C | então representante dos EUA, segundo e último especialista em carga útil do ramo legislativo dos EUA, depois administrador da NASA |
| Gregory Jarvis             | STS-51-L | McAuliffe era um cidadão privado selecionado como parte do Projeto Professor no Espaço; morto no desastre do Challenger            |
| Christa McAuliffe          | STS-51-L | McAuliffe era um cidadão privado selecionado como parte do Projeto Professor no Espaço; morto no desastre do Challenger            |

### Pós-ChallengeràColumbia
| Especialista em carga útil | Missão  | Notas                                                                                          |
| -------------------------- | ------- | ---------------------------------------------------------------------------------------------- |
| Samuel T. Durrance         | STS-35  | primeiros especialistas em carga útil pós-Challenger                                           |
| Ronald A. Parise           | STS-35  | primeiros especialistas em carga útil pós-Challenger                                           |
| F. Drew Gaffney            | STS-40  |                                                                                                |
| Millie Hughes-Fulford      | STS-40  |                                                                                                |
| Thomas J. Hennen           | STS-44  |                                                                                                |
| Roberta Bondar             | STS-42  |                                                                                                |
| Ulf Merbold                | STS-42  |                                                                                                |
| Byron K. Lichtenberg       | STS-45  |                                                                                                |
| Dirk Frimout               | STS-45  | primeiro belga no espaço                                                                       |
| Lawrence J. De Lucas       | STS-50  |                                                                                                |
| Eugene H. Trinh            | STS-50  |                                                                                                |
| Franco Malerba             | STS-46  | primeiro italiano no espaço                                                                    |
| Mamoru Mohri               | STS-47  | primeiro astronauta japonês a bordo do ônibus espacial                                         |
| Steve MacLean              | STS-52  |                                                                                                |
| Ulrich Walter              | STS-55  |                                                                                                |
| Hans Schlegel              | STS-55  |                                                                                                |
| Martin J. Fettman          | STS-58  |                                                                                                |
| Chiaki Mukai               | STS-65  |                                                                                                |
| Samuel T. Durrance         | STS-67  |                                                                                                |
| Ronald A. Parise           | STS-67  |                                                                                                |
| Frederick W. Leslie        | STS-73  |                                                                                                |
| Alberto Sacco              | STS-73  |                                                                                                |
| Umberto Guidoni            | STS-75  |                                                                                                |
| Jean-Jacques Favier        | STS-78  |                                                                                                |
| Robert Thirsk              | STS-78  |                                                                                                |
| Roger K. Crouch            | STS-83  |                                                                                                |
| Gregory T. Linteris        | STS-83  |                                                                                                |
| Roger K. Crouch            | STS-94  |                                                                                                |
| Gregory T. Linteris        | STS-94  |                                                                                                |
| Bjarni Tryggvason          | STS-85  |                                                                                                |
| Leonid Kadeniuk            | STS-87  | Especialista em carga útil ucraniano                                                           |
| Jay C. Buckey              | STS-90  | missão final do laboratório espacial                                                           |
| James A. Pawelczyk         | STS-90  | missão final do laboratório espacial                                                           |
| Chiaki Mukai               | STS-95  |                                                                                                |
| John Glenn                 | STS-95  | especialista em carga útil americano final                                                     |
| Ilan Ramon                 | STS-107 | primeiro israelense no espaço, especialista em carga útil final, morto no desastre de Columbia |